# 高崎山自然動物園

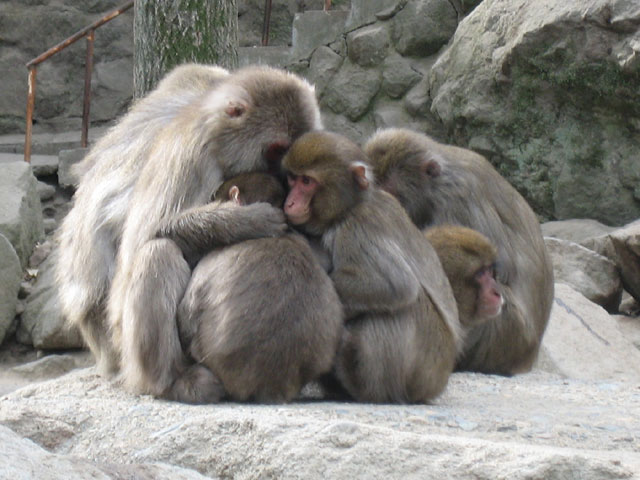
気温の低い時期は団子のように寄り集まり寒さを凌ぐ。さるだんごと呼ばれる。

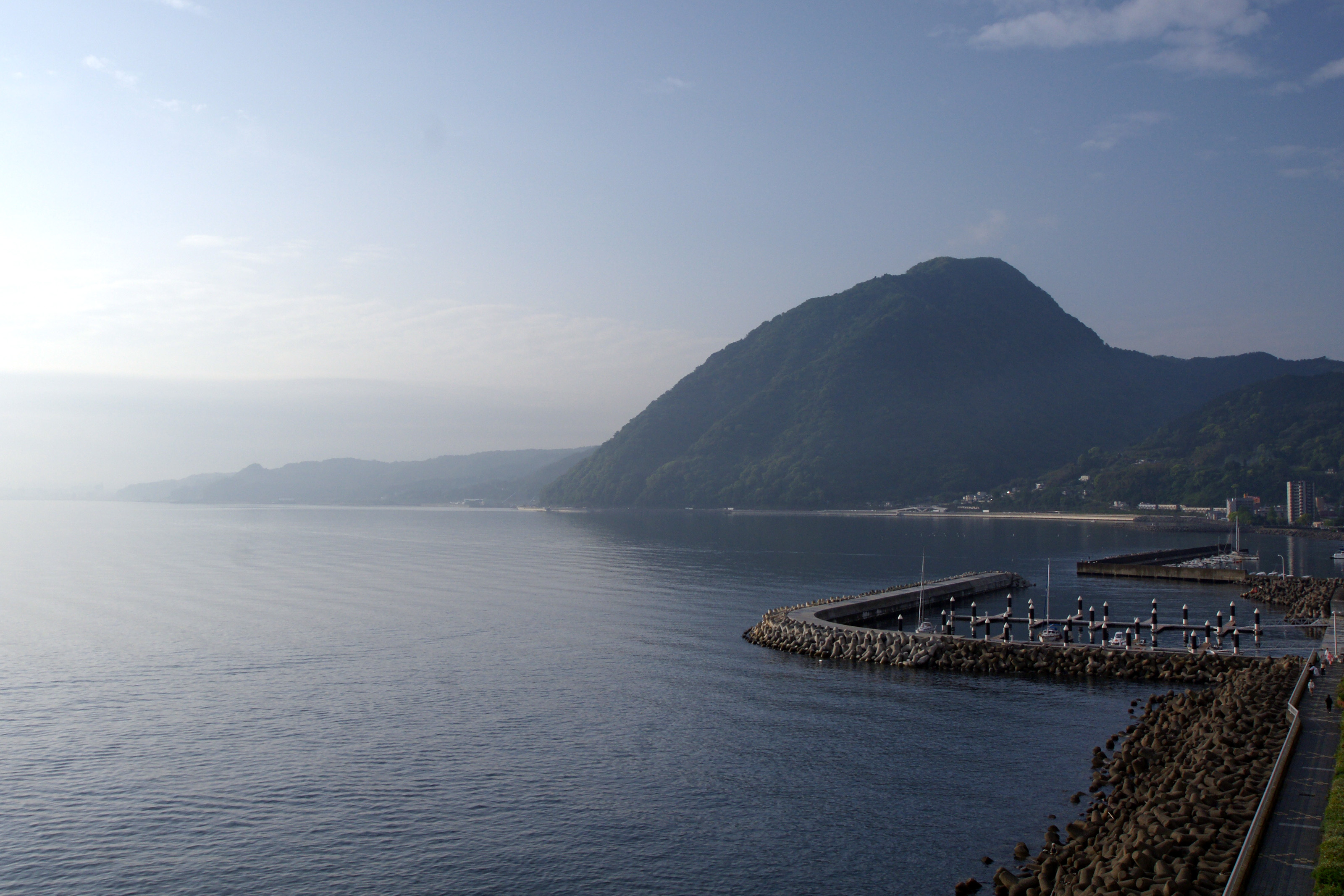
別府から見た高崎山

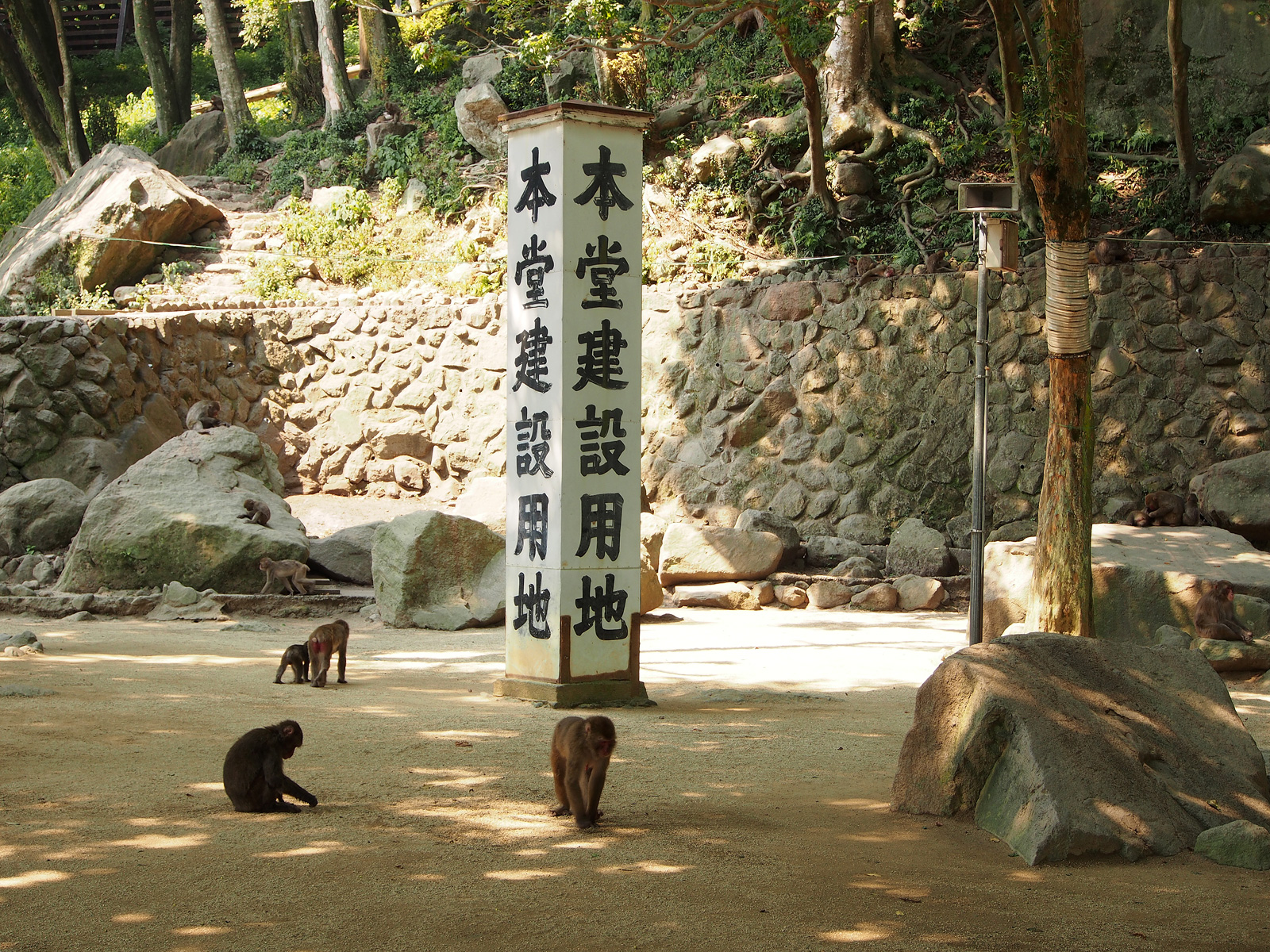
サル寄せ場にある「本堂建設用地」の看板

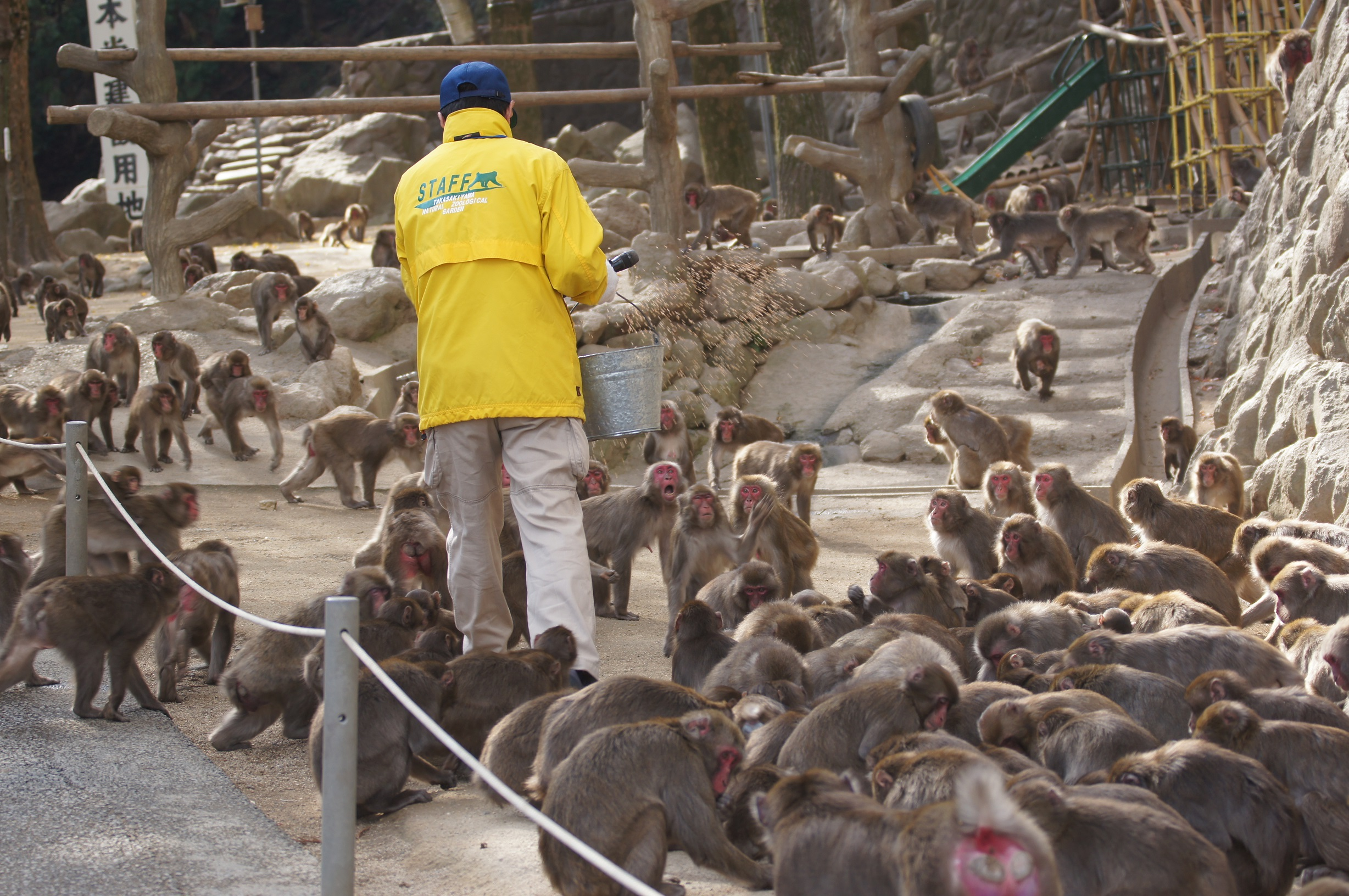
職員の餌撒きに集まるニホンザル

高崎山自然動物園（たかさきやましぜんどうぶつえん）は、大分県大分市の高崎山にある大分市立の自然公園である。

## 概要
高崎山には野生のニホンザルが生息しており、山麓に設けられたサル寄せ場で餌付けが行われ、観光客等が檻を隔てずにニホンザルの姿を見ることができる。ニホンザルはB群、C群の2つの群に分かれ、それぞれが「第1位」のサルに率いられている（かつては「ボス猿」と呼ばれたが、サルの研究が進んでボス的行動をとらないことが判明したことにより、2004年2月より「α（アルファ）オス」と呼ぶようになり、さらに2021年7月にメスが史上初めて群れのトップに立ったことから、トップのサルを「第1位」と呼ぶようになった）。かつては1,000頭余を数えたA群も姿を現していたが、C群との争いに敗れて20頭ほどに激減し、2002年（平成14年）6月頃から姿を見せなくなった。高崎山に生息しているニホンザルの個体数は、全体で1,039頭で、このうち、B群が677頭、C群が362頭（2020年11月調査）。
宮崎県の幸島と並んで「日本のサル学発祥の地」とも言われ、「ボス猿」という呼称を日本で最初に使ったとされる。

## 歴史
高崎山には少なくとも戦国時代には野生のニホンザルが住んでいたとされる。戸倉貞則が1698年（元禄11年）に著した『豊府紀聞』には、「この山には昔から猿が多く、この国では器量のよくない人の子を「高崎の息」という。顔形が猿に似ているからである。」（「此山多自古猿、国俗見人子少器量者、称高崎之息、以其形類猿」）と記されており、また、『豊府紀聞』や『大友興廃記』には16世紀中頃の豊後国府内（現在の大分市）の豪商中屋乾通が、貧しかった頃に高崎山の海岸で蟹に挟まれて苦しむ猿を助けた礼に猿酒の在処を教えられ、それを売って財を成したとの伝承も収録されている。
その後、明治時代末期には約600頭ほどにもなり、大正時代に山火事で一時頭数が激減したものの、1940年（昭和15年）には100頭以上を数えるようになった。終戦直後には200頭程度にまで増えて農作物への被害が深刻となったため、狩猟などによるニホンザルの駆除が試みられたが失敗。これを耳にした当時の大分市長上田保が、駆除に代えて餌付けし観光資源として利用しようとしたのが高崎山自然動物園の始まりである。
1952年（昭和27年）11月26日に上田が高崎山山麓の万寿寺別院の大西真応和尚とともに境内で餌付けを開始。餌付けが軌道に乗った翌1953年（昭和28年）3月15日に正式に開園した。その際、上田の発案で、料金の表示を「小人十円、大人は小人並」としたことも話題を集めた。同年のうちに、高崎山が阿蘇国立公園（現阿蘇くじゅう国立公園）に指定されるとともに、「高崎山のサル生息地」が国の天然記念物に指定された。
1954年（昭和29年）には、万寿寺別院から本堂建設のためサル寄せ場移転の申し入れがあったが、協議の結果、サル寄せ場を継続する代わりに、損害補償として年間総売上の20%を万寿寺に支払うことで合意。
1955年（昭和30年）には、上田をモデルに当園でのサルの餌付け等を描いた火野葦平の小説『ただいま零匹』が朝日新聞夕刊に連載され、1957年（昭和32年）後に映画化もされて、高崎山の知名度向上に一役買った。
2004年（平成16年）3月26日、高崎山の入口からサル寄せ場までを4分で結ぶ2両編成、定員40名の小型モノレール（スロープカー）「さるっこレール」が運行を開始。坂道や階段を登らずにサルを観察できるようになった。

### 年表

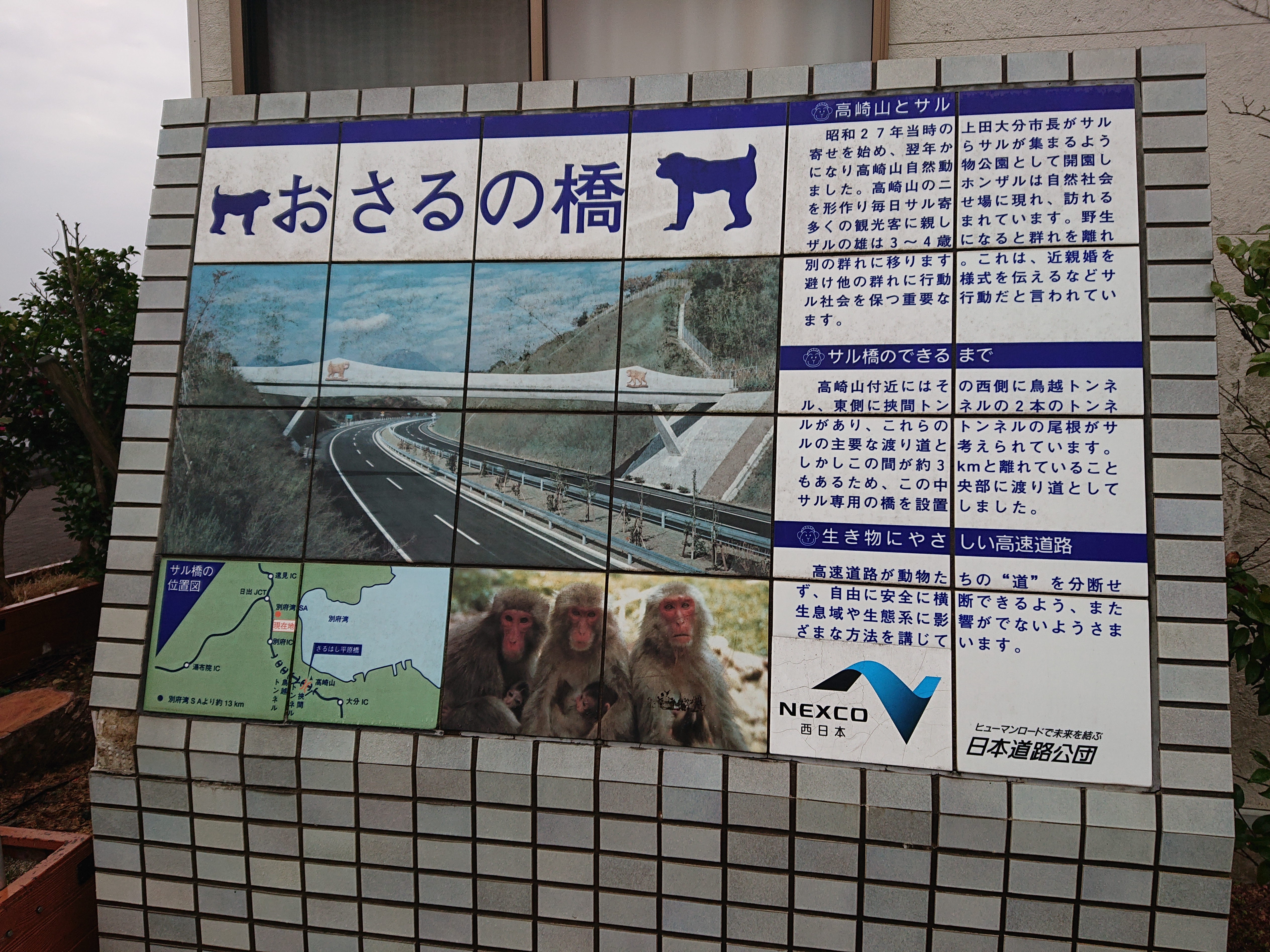
「おさるの橋」案内（別府湾サービスエリア）

- 1950年（昭和25年）4月13日 - 京都大学伊谷純一郎らによる第1回調査開始[21][22]。
- 1952年（昭和27年）11月26日 - サルへの餌付けを開始[12][13]。
- 1953年（昭和28年）
  - 3月15日 - 開園。当時のサルは一つの群で220頭[23]。
  - 9月1日 - 阿蘇国立公園（現阿蘇くじゅう国立公園）に指定。
  - 11月14日 - 「高崎山のサル生息地」として国の天然記念物に指定[15]。
- 1955年（昭和30年）12月20日 - 火野葦平の小説『ただいま零匹』が朝日新聞夕刊に連載開始（1956年4月22日まで150回にわたって連載）[17]。
- 1956年（昭和31年）5月 - 阿蘇国立公園から分離し、瀬戸内海国立公園に編入。
- 1958年（昭和33年）4月 - 昭和天皇・皇后が来園[24][25]。
- 1992年（平成4年） - 大分自動車道（現東九州自動車道）別府IC - 大分IC間開通。同区間の高崎山南側斜面（由布市挾間町）にサルの移動路を確保するため「おさるの橋」が設置された[26][27]。
- 2004年（平成16年）
  - 3月26日 - 小型モノレール（スロープカー）「さるっこレール」開通[20]。
  - 4月1日 - 「高崎山おさる館」開業[28]。
- 2019年（平成31年）1月26日 - 「さるっこレール」リニューアル[29]。

## 施設

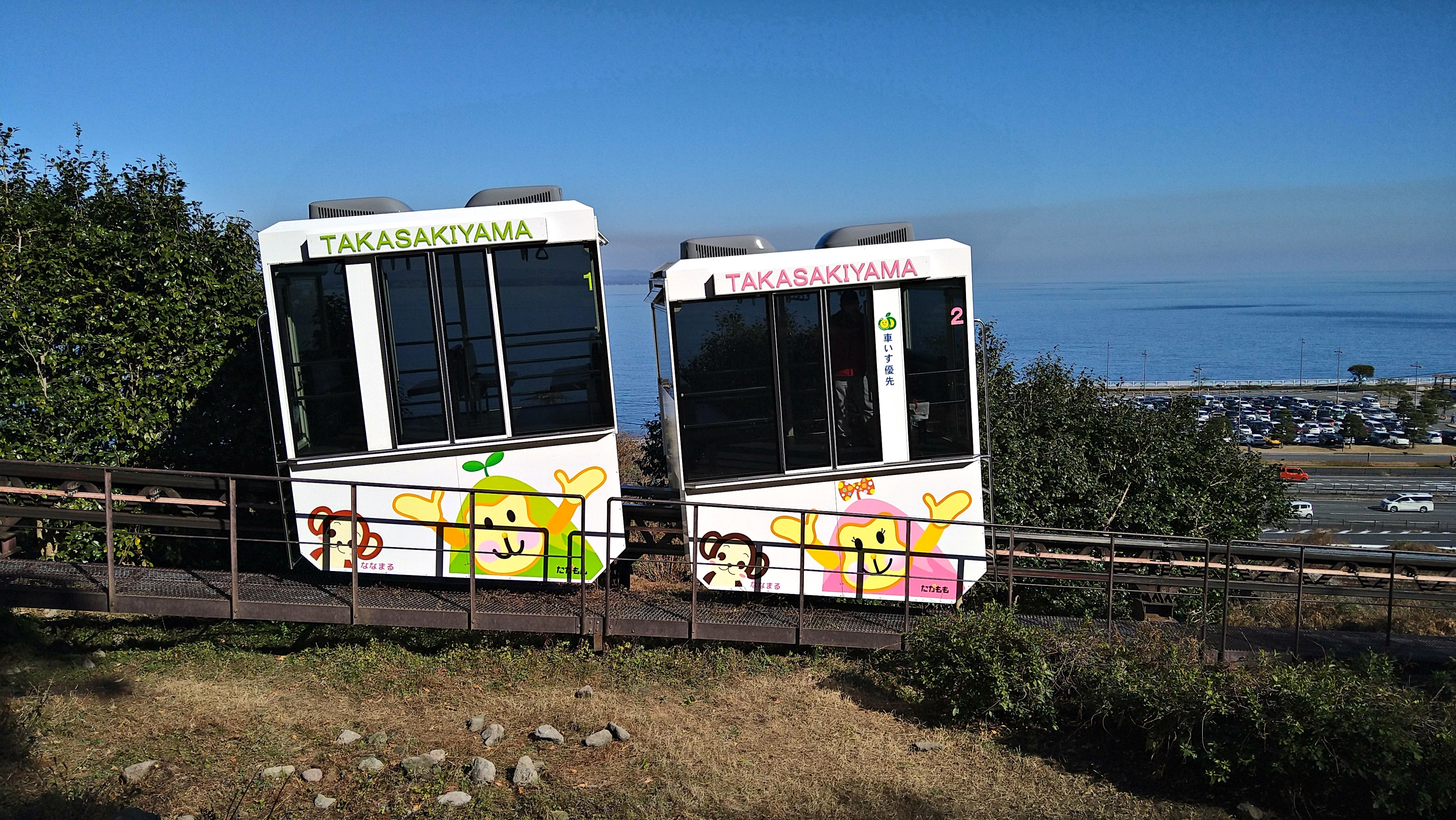
同園のスロープカー

- 営業時間 9:00 - 17:00（入園は16:30まで）[30]
- 年中無休
- 入場料金 大人・高校生 520円、中・小学生 260円、幼稚園児以下 無料

毎年、11月の第3土曜日は、高崎山無料の日とされ、入園料が無料になる。

### サル寄せ場
高崎山では農作物を荒らす野生のニホンザルへの対策として餌付けが行われてきた。
現存する2つの群れは時間をずらしてサル寄せ場に姿を現し、おおむね、勢力の強いC群が午前中（8時半頃）に現れ、午後（13時頃）にB群に交代する。このため、営業時間中であればいつ訪れてもサルがいることが多く、交代時間前後には両方の群れを見ることができる。餌は、毎時0分と30分に小麦が与えられるほか、各群に1日1回ずつ芋が与えられる。
サル寄せ場への出現状況は、2つの群の力関係や餌の量によって変化する。
近年、B群の勢力が強まったため、C群からB群に交代する時間が早まったり、C群がまったく姿を現さないことが頻繁にあった。このため、C群から餌場に来る習慣自体が消滅したのではないかと危惧されたが、職員が山中からサル寄せ場まで誘導を行う等の対策が功を奏して、2019年6月以降は比較的安定してサル寄せ場に出現するようになっている。
また、一時2,000頭超まで増えたサルを800頭程度に抑制するために餌の量を減量してきたため、山中に食物が豊富にある夏から秋にかけては2つの群がともにサル寄せ場に姿を現さないこともある。2018年春以降は、C群がまったく姿を現さない日が多かったり、B群も短時間で山に帰るなど不安定な状況にあるため、園ではイモを「紅はるか」に変更したり、山中にいるC群をピーナツやイモを撒きながらサル寄せ場まで誘導したりといった試みを続けている

### 高崎山おさる館
- 入場無料

サル寄せ場から国道10号を挟んで、大分マリーンパレス水族館「うみたまご」の隣に位置する。3階建ての建物で、初代αオス（ボスザル）ジュピターの骨格標本をはじめ、高崎山のニホンザルに関する資料等を展示している。また、100名に対応できる研修室を備えているほか、喫茶店、レストラン、土産品店を併設している。

### さるっこレール
- 料金 110円（片道・往復とも。小学生未満は無料）[30]
- 定員30名の小型モノレール（スロープカー）。

### 駐車場
- 営業時間 8:30 - 18:30[30]
- 駐車料金 普通車420円

大分マリーンパレス水族館「うみたまご」と共用。

## 個体群の勢力変化
高崎山のサルには1960年代からA群、B群、C群の個体群があったが、2002年頃にA群は姿を消し、以後はB群とC群の2つの個体群が存在する。
- 1959年3月から6月 - A群から一部が分裂し、B群となる[44]。1959年の調査での頭数は705頭[42]（A群610頭、B群95頭[43]）。
- 1962年7月から12月 - A群から一部が分裂し、C群となる[44]。1963年の調査での頭数は728頭[42]（A群542頭、B群130頭、C群56頭[43]）。
- 2001年頃 - A群（773頭）に対してC群（660頭）が攻撃する傾向が見られる[43]。
- 2002年頃 - A群がサル寄せ場に姿を見せなくなる[43]。周辺の畑では園を去ったサルによるとみられる農作物被害が多発[32]。
- 2011年～2013年 - ベンツがC群のαオスとなり勢力拡大[43]。
- 2015年 - C群のリーダー格のサルがB群に次々と移籍[43]。
- 2017年 - B群が冬季を中心にサル寄せ場を独占しC群の出現が不安定化[43]。
- 2019年 - C群の分派（202頭）が確認される[45]。

### 個体数の推移
| 高崎山に生息するニホンザルの個体数 | 高崎山に生息するニホンザルの個体数 | 高崎山に生息するニホンザルの個体数 | 高崎山に生息するニホンザルの個体数 | 高崎山に生息するニホンザルの個体数 | 高崎山に生息するニホンザルの個体数                |
| 年度                               | A群                                | B群                                | C群                                | 合計                               | 備考                                              |
| ---------------------------------- | ---------------------------------- | ---------------------------------- | ---------------------------------- | ---------------------------------- | ------------------------------------------------- |
| 1953                               | 250                                | -                                  | -                                  | 250                                | 開園                                              |
| 1960                               | n/a                                | n/a                                | -                                  | 557                                | 群ごとのデータなし                                |
| 1970                               | n/a                                | n/a                                | n/a                                | 1,241                              | 群ごとのデータなし                                |
| 1980                               | n/a                                | n/a                                | n/a                                | 1,704                              | 群ごとのデータなし                                |
| 1990                               | n/a                                | n/a                                | n/a                                | 1,894                              | 群ごとのデータなし                                |
| 1996                               | 1,042                              | 557                                | 529                                | 2,128                              |                                                   |
| 1997                               | 1,089                              | 413                                | 497                                | 1,999                              |                                                   |
| 1998                               | 834                                | 297                                | 556                                | 1,687                              |                                                   |
| 1999                               | 838                                | 360                                | 563                                | 1,761                              |                                                   |
| 2000                               | 758                                | 400                                | 617                                | 1,775                              |                                                   |
| 2001                               | 773                                | 449                                | 660                                | 1,882                              |                                                   |
| 2002                               | -                                  | 503                                | 732                                | 1,235                              | A群が姿を現さなくなる                             |
| 2003                               | -                                  | 481                                | 715                                | 1,196                              |                                                   |
| 2004                               | -                                  | 445                                | 763                                | 1,208                              |                                                   |
| 2005                               | -                                  | 484                                | 778                                | 1,262                              |                                                   |
| 2006                               | -                                  | 487                                | 781                                | 1,268                              |                                                   |
| 2007                               | -                                  | 516                                | 774                                | 1,290                              |                                                   |
| 2008                               | -                                  | 491                                | 836                                | 1,327                              |                                                   |
| 2009                               | -                                  | 526                                | 696                                | 1,222                              |                                                   |
| 2010                               | -                                  | 549                                | 816                                | 1,365                              |                                                   |
| 2011                               | -                                  | 540                                | 713                                | 1,253                              |                                                   |
| 2012                               | -                                  | 614                                | 754                                | 1,368                              |                                                   |
| 2013                               | -                                  | 643                                | 712                                | 1,355                              |                                                   |
| 2014                               | -                                  | 701                                | 815                                | 1,516                              |                                                   |
| 2015                               | -                                  | 732                                | 790                                | 1,522                              |                                                   |
| 2016                               | -                                  | 706                                | 659                                | 1,365                              | B群の個体数がC群を上回る                          |
| 2017                               | -                                  | 642                                | 588                                | 1,230                              |                                                   |
| 2018                               | -                                  | 639                                | 534                                | 1,173                              | [ 47 ] [ 48 ]                                     |
| 2019                               | -                                  | 672                                | 534                                | 1,206                              | C群の分派（202頭）が確認される                    |
| 2020                               | -                                  | 677                                | 362                                | 1,039                              | C群から分派した群れが確認できず、頭数が大幅に減少 |
| 2022                               | -                                  | 669                                | 322                                | 991                                |                                                   |

### 歴代序列1位のサル

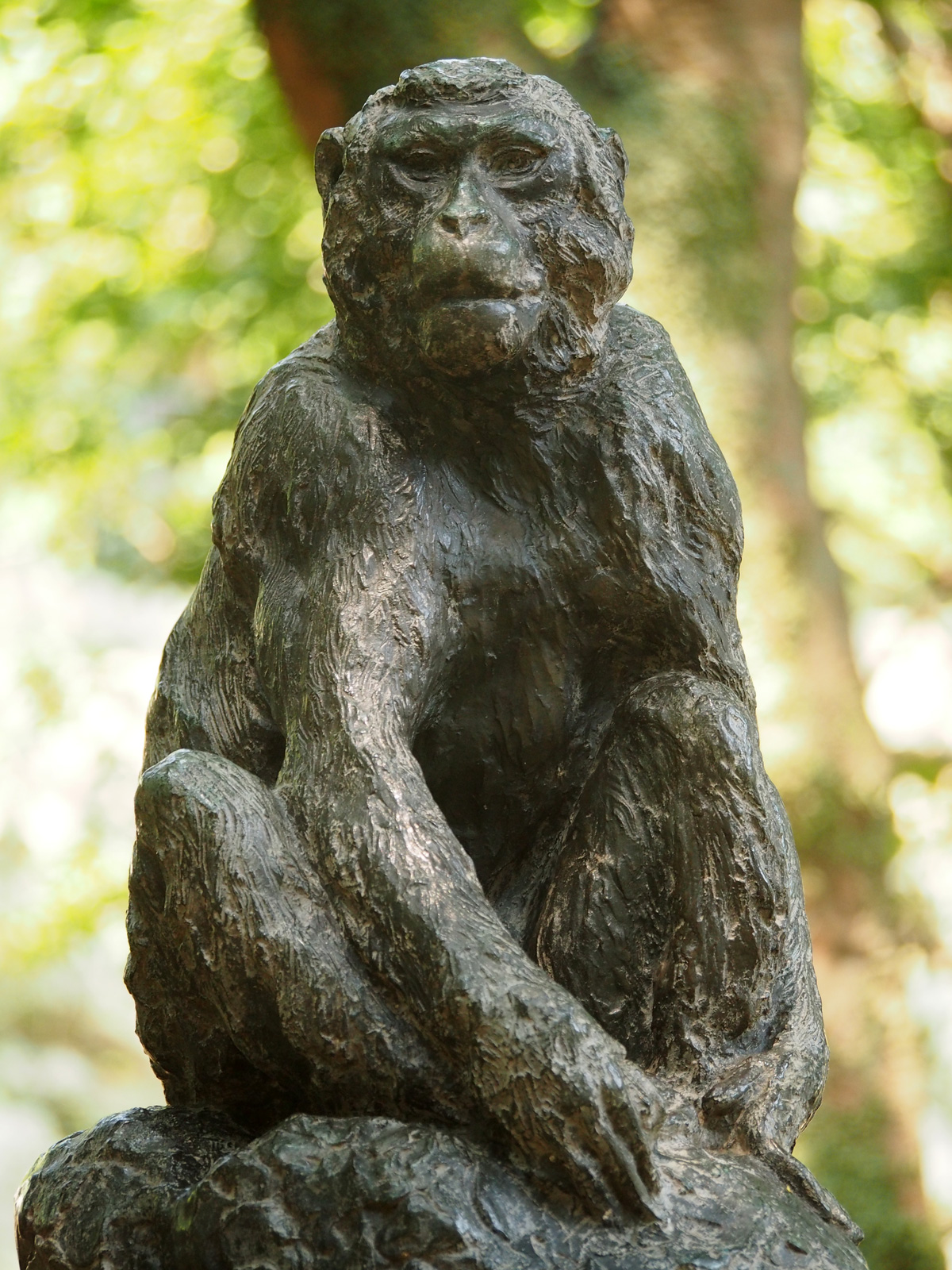
ジュピター（A群初代1位）像（朝倉文夫作）

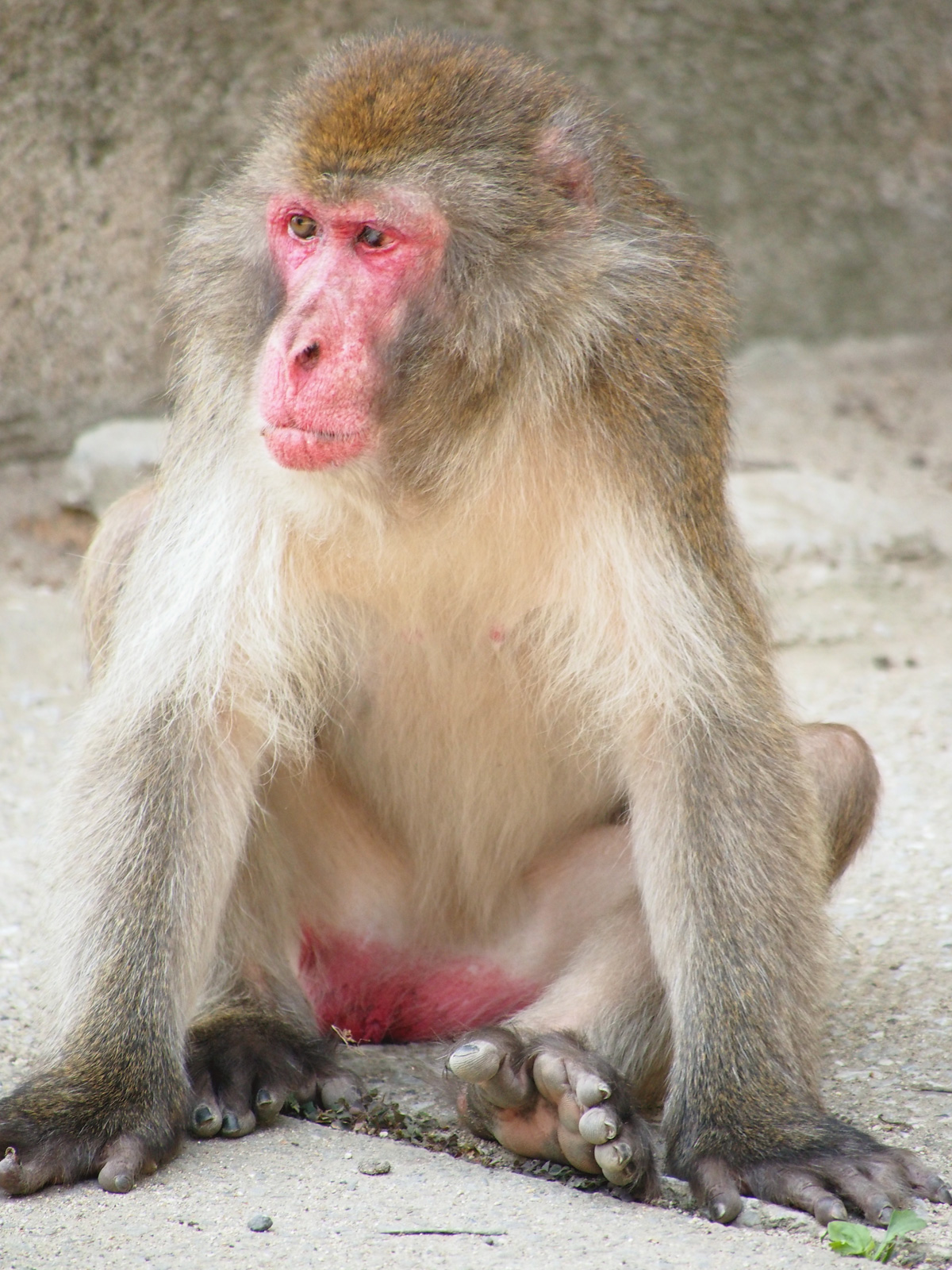
ベンツ（B群第9代・C群第9代1位）

カッコ内は在任期間。

#### A群
1. ジュピター（1952年11月-1961年1月、8年2ヶ月）
2. タイタン（1961年1月-1964年6月）
3. バッカス（1964年6月-1967年6月）
4. ブア（1967年6月-1967年8月）
5. ダンディー（1967年8月-1970年1月）
6. トク（1970年1月-1973年1月）
7. ケム（1973年1月-1973年3月）
8. ジュチ（1973年3月-1980年3月、7年）- 高崎山のニホンザルの調査を行った伊谷純一郎の息子の名にちなむ。
9. ヘクター（1980年3月-1981年12月）- C群を偵察中に列車にはねられ命を落とす。
10. トボ（1981年12月-1986年6月）
11. ギャラン（1986年6月-1988年7月）
12. ホープ（1988年7月-1992年12月）
13. テツ（1992年12月-1996年9月）
14. チューテツ（1996年9月-1997年8月）
15. コーテツ（1997年8月-1999年2月）
16. シービー（1999年2月-1999年11月）
17. ジンギ（1999年11月-2000年12月）
18. ブラボー（2000年12月-不明）

#### B群
1. ホシ（1959年8月-1965年8月、6年）- A群初代「ジュピター」時代に分裂し、B群初代1位に就任。
2. シロ（1965年8月-1968年1月、2年5ヶ月）
3. ヒヒ（1968年1月-1974年3月、6年2ヶ月）
4. ナケ（1974年3月-1974年7月、4ヶ月）
5. ピーナツ（1974年7月-1978年8月）
6. マッスル（1978年8月-1983年8月）
7. ゲンチ（1983年8月-1986年3月）
8. ダーツ（1986年3月-1987年10月）
9. ベンツ（1987年10月-1990年1月） - 後にC群に移り、C群でも一兵卒から第9代1位にのぼりつめた。
10. ジョーカー（1990年1月-1991年8月）
11. ドラゴン（1991年8月-1997年2月、5年6ヶ月） - 生まれつき手の指が右2本、左3本しかなく、さらに電車にはねられ右腕を失ったにもかかわらず1位となった。
12. イッセイ（1997年2月-1997年12月）
13. ムラサメ（1997年12月-1998年9月）
14. ゴルゴ（1998年9月-2010年1月、11年3ヶ月）
15. タイガー（2010年1月-2012年3月）
16. マコト（2012年3月-2014年3月）[49][50]
17. ナンチュウ（2014年3月-2021年7月） - 大分市立南大分中学校（南中）の生徒が命名した[51]。
18. ヤケイ（2021年7月-2023年5月） - 高崎山で初めてメスで第1位になった[52][53]。
19. ゴロー（2023年5月-2024年4月）
20. オオムギ（2024年4月-）

#### C群
1. ヤマ（1964年3月-1973年12月、9年9ヶ月）- 2代目「タイタン」時代のA群から分裂しC群を構成。
2. シータク（1973年12月-1975年7月）
3. ギャバン（1975年7月-1979年8月）
4. スター（1979年8月-1981年12月）
5. ミック（1981年12月-1989年5月、7年4ヶ月）
6. バートン（1989年5月-1993年9月）
7. ゲンタ（1993年9月-1998年12月、5年3ヶ月）
8. ゾロ（1998年12月-2011年2月、12年1ヶ月）[54] - 在任期間歴代最長。先代第1位への差し入れのバナナを奪ったバナナ事件をきっかけに順位が入れ替わり第1位に就任。
9. ベンツ（2011年2月-2014年2月）[55] - 高崎山史上初めて異なる群れで第1位になった。お別れ会で「高崎山名誉ボス」の称号を授与された[56]。
10. ゾロメ（2014年2月-2016年5月） - C群8代目ゾロの弟[54]。
11. オオムギ（2016年5月-2017年4月） - B群との二重生活を続けていたが、C群から追い出され第1位の座をブラックに譲った[57]。
12. ブラック（2017年4月-2022年1月）[57][58]
13. ロバート（2022年3月-2023年11月） -2023年5月頃からB群との二重生活を始め、9月にスケサンとナンバー3から追い払われ、戻って来なくなった[59]。
14. スケサン（2023年11月-） -仲間内でのけんかの仲裁に入る「助っ人さん」から付けられた[59]。

### その他の有名なサル
- オオムギとハトムギ - 兄弟のサル。母はネピア。C群の女帝として君臨した母ネピアの影響で、オオムギとハトムギは苦労せず順調に昇格した。しかし、弟のハトムギは、その粗暴な性格からくる不人気と、近親相姦を避けようとする自浄作用によって、C群を追われてB群へ移り最下位から出直している。後にオオムギもB群に追放された。
- ミルサーとムメ - C群でライバル関係にあるメスザル。競って群のナンバー2に毛づくろいを行うなどして、ナンバー2のオスザルを後ろ盾にメスザル・ナンバー1の地位を争っている。人間で言えばそろそろ更年期にあたるミルサーは、若いオスザルや子ザルに噛みつく行為まで観察されており、朝日新聞はメスザルとして初のボスになるのではないかと報じた[60]。
- ピーちゃん - 2010年6月生まれのB群のメスザル。背中に1本の横線状に白い毛が生えているのが特徴で、背中に白い毛があるサルは開園以来初めて[61]。2013年、2014年の「選抜総選挙」で連覇した[62][63]。
- シャーロット - 2015年、2016年の「選抜総選挙」で連覇している[64]。命名の経緯については#命名参照。

## 命名
高崎山では、1984年（昭和59年）から、その年最初に生まれたサルに、その年の出来事にちなんだ名前を付けている。2009年以降の命名は以下の通り。
- 2009年 レンパ - 日本がワールド・ベースボール・クラシックで連覇したことにちなむ[66]。
- 2010年 クロマグロ - ワシントン条約締約国会議で大西洋・地中海産クロマグロの取引禁止が提案されたことにちなむ[67]。
- 2011年 キズナ - 東日本大震災からの復興を願って命名[68]。
- 2012年 カモン - 高崎山のキャラクター「たかもん」がデビューしたことにちなむ[69]。
- 2013年 カンレキ - 高崎山自然動物園の開園60周年にちなむ。初めて公募により決定[70]。
- 2014年 ソチ - 2014年2月に開催されたソチオリンピックにちなむ。なお、母親も名前がなかったため、前回大会であるバンクーバーオリンピックにちなんでバンクーバーと名付けられた[71]。
- 2015年 シャーロット - 英国王室ウィリアム王子の長女であるシャーロット王女にちなんで命名された。抗議が殺到したためいったんは取り消しも検討されたが[72]、大分市長の佐藤樹一郎ら関係者が協議の上で「命名を変更しない」ことを決定した[73]。
- 2016年 リオ - リオデジャネイロ・オリンピックにちなむ[74]。
- 2017年 ピコ - ピコ太郎にちなむ[75]。
- 2018年 ソダネ - 平昌オリンピック女子カーリング日本代表のLS北見の選手が使った「そだねー」にちなむ[76]。
- 2019年 レイワ - 元号令和にちなむ。5月6日に出産が確認されており、文字通り令和第1号の赤ちゃんとなった[77]。
- 2020年 エール - コロナ禍に負けず頑張ろうという願いから[78]。
- 2021年 アマビエ - 疫病を払うとされる妖怪「アマビエ」にちなむ[78]。
- 2022年 ピース
- 2023年 ペッパーミル

また、2012年5月2日には大分市出身で大分市の初代観光大使に選ばれた指原莉乃が、その初仕事として高崎山自然動物園を訪れ、子ザルを「さしこちゃん」と名付けた。2010年6月生まれで、左手首に腕輪のような白い毛がある珍しいサルだったが、同年12月13日に死んでいるのが見つかった。なお、指原は、2018年からさるっこレール内で流れる園内の案内アナウンスを担当している。

## 交通
- 東九州自動車道大分IC、別府ICよりそれぞれ約25分。
- 大分交通バスの以下の路線で「高崎山」停留所下車。
  - 大分駅から - 別府方面（関の江・鉄輪）行き（約25分）。
  - 別府駅・別府交通センター・別府北浜から - 大分駅行き（別府駅から約15分）[82]。

## 関連する作品
- 『ただいま零匹』 - 火野葦平の小説[18]。
- 『モンモンモン』 - つの丸の漫画。パロディ地名として原崎山が登場。
- 『夢にこだまする～あるボスザルの物語』 - みなづきみのり作詩、高嶋みどり作曲の混声合唱のためのミュージカル。ベンツがモデル。